# Paraíso (1982)
Paraíso é uma telenovela brasileira produzida e exibida pela TV Globo de 23 de agosto de 1982 a 26 de março de 1983, em 184 capítulos. Substituiu O Homem Proibido e foi substituída por Pão-Pão, Beijo-Beijo, sendo a 25ª "novela das seis" exibida pela emissora. 
Escrita por Benedito Ruy Barbosa e dirigida por Gonzaga Blota e Ary Coslov.
Contou com Cristina Mullins, Kadu Moliterno, Roberto Bomfim, Zaira Zambelli, Cláudio Corrêa e Castro, Neuza Amaral, Mário Cardoso e Eloísa Mafalda nos papéis principais.

## Trama
A telenovela contava a história de amor entre o jovem peão José Eleutério (Kadu Moliterno), conhecido como "o filho do diabo", pois o seu pai, o velho coronel Eleutério (Cláudio Correa e Castro), possui uma garrafa com um "diabo" dentro dela, e Maria Rita (Cristina Mullins), conhecida como Santinha, por lhe atribuírem milagres quando criança, e cuja mãe, a beata Dona Mariana (Eloísa Mafalda), faz de tudo para que seja freira.
Por causa de um acidente que José Eleutério sofrera num concurso de peões de boiadeiro, ficando quase que aleijado, Maria Rita consegue, mesmo reclusa em seu quarto, através de orações, salvar a vida de José Eleutério.
Devido a mais esse "milagre", a beata Mariana a leva para o convento, realizando o seu desejo, mas José Eleutério, grato e apaixonado, rapta a "futura freira".

## Elenco
| Ator                   | Personagem                      |
| ---------------------- | ------------------------------- |
| Kadu Moliterno         | José Eleutério (Filho do Diabo) |
| Cristina Mullins       | Maria Rita (Santinha)           |
| Roberto Bonfim         | Terêncio                        |
| Eloísa Mafalda         | Mariana                         |
| Mário Cardoso          | Otávio                          |
| Zaira Zambelli         | Rosinha                         |
| Elizângela             | Maria Rosa                      |
| Roberto Pirillo        | Geraldo                         |
| Ary Fontoura           | Padre Bento                     |
| Neuza Amaral           | Zefa                            |
| Jofre Soares           | Antero                          |
| Simone Carvalho        | Aninha (Ana Célia)              |
| Caíque Ferreira        | Ricardo                         |
| Castro Gonzaga         | Pedro                           |
| Arthur Costa Filho     | Alfredo                         |
| Fernando José          | Zé do Correio                   |
| Lima Duarte            | João das Mortes                 |
| Cosme dos Santos       | Tobi                            |
| Íris Nascimento        | Das Dores                       |
| Henriqueta Brieba      | Dona Ida                        |
| Bia Seidl              | Edite                           |
| Cláudio Corazza        | Marcos                          |
| Jorge Cherques         | Bertoni                         |
| Ernesto Bambini        | Isidoro                         |
| Macedo Neto            | Chico Motorista                 |
| Getúlio Paulo de Mello | Tonho                           |
| Márcia Tourinho        | Cleusinha                       |
| Margareth Boury        | Jacira                          |
| Angela Tornatori       | Tonha                           |
| Roberto Montini        | Dudu                            |

### Participações especiais
| Ator                     | Personagem        |
| ------------------------ | ----------------- |
| Cláudio Correia e Castro | Coronel Eleutério |
| Sérgio Britto            | Prefeito Norberto |
| Tereza Rachel            | Aurora            |
| Rômulo Arantes           | João Gilberto     |
| Thelma Reston            | Zuleica           |
| Manfredo Colassanti      | Nono              |
| Ruy Rezende              | Vadinho           |
| Sérgio Reis              | Diogo             |
| Bárbara Bruno            | Irmã Matilde      |

## Produção
As cenas externas na fictícia cidade de Paraíso, localizada no interior de São Paulo na trama, foram gravadas na cidade de Vassouras, no Rio de Janeiro. Já as cenas dos boiadeiros foram gravadas na Fazenda Indiana, localizada na cidade de Itaguaí, também no Rio de Janeiro.

## Exibição
Foi reexibida pelo Vale a Pena Ver de Novo de 7 de abril a 10 de outubro de 1986, substituindo Feijão Maravilha e sendo substituída por Livre para Voar, em 135 capítulos.

## Trilha sonora
A trilha sonora da telenovela Paraiso foi a única que foi lançada como "Nacional" em 1982 pela Opus Columbia, com produção musical de Guto Graça Mello.
Capa: Cavalo branco
| Lado A |                                                     |                                            |                        |         |  |
| N.º    | Título                                              | Compositor(es)                             | Intérprete(s)          | Duração |  |
| 1.     | "Boiadeiro Errante" (Tema dos Boiadeiros)           | Teddy Vieira                               | Sérgio Reis            |         |  |
| 2.     | "Varandas" (Tema de Rosinha)                        | Almir Sater Paulo Simões                   | Almir Sater            |         |  |
| 3.     | "Minha Paixão" (Tema do Filho do Diabo e Santinha)  | José Rico José Raimundo                    | Milionário & José Rico |         |  |
| 4.     | "São Sebastião do Rodeiro" (Tema do Filho do Diabo) | Zé Geraldo                                 | Zé Geraldo             |         |  |
| 5.     | "Eu, a Viola e Deus" (Tema de Terêncio)             | Rolando Boldrin                            | Rolando Boldrin        |         |  |
| 6.     | "Promessas Demais" (Tema de abertura)               | Zeca Barreto Moraes Moreira Paulo Leminski | Ney Matogrosso         |         |  |

| Lado B |                                                                  |                                  |                     |         |  |
| N.º    | Título                                                           | Compositor(es)                   | Intérprete(s)       | Duração |  |
| 7.     | "Fruta Boa" (Tema de Maria Rosa)                                 | Milton Nascimento Fernando Brant | Telma Costa         |         |  |
| 8.     | "Orquestra Divina" (Tema de Zefa)                                | Guilherme Lamounier              | Guilherme Lamounier |         |  |
| 9.     | "Simplesmente" (Tema de Santinha)                                | Milton Nascimento Fernando Brant | Roupa Nova          |         |  |
| 10.    | "Menino Nu" (Tema de Aninha)                                     | Casinho Terra                    | Casinho Terra       |         |  |
| 11.    | "Oé Oé Faz o Carro de Boi na Estrada" (Tema de locação: Paraíso) | Jorge Ben Jor Augusto de Agosto  | Jorge Ben Jor       |         |  |
| 12.    | "Asa Branca" (Tema de locação: Paraíso)                          | Luiz Gonzaga Humberto Teixeira   | Quinteto Violado    |         |  |